# Любке, Генрих

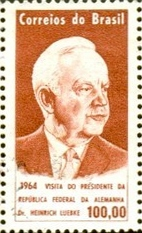
Почтовая марка Бразилии, 1964 год

Карл Генрих Любке (нем. Karl Heinrich Lübke; 14 октября 1894 года, Энкхаузен, Северный Рейн-Вестфалия — 6 апреля 1972 года, Бонн) — западногерманский государственный деятель, федеральный президент Германии (1959—1969).

## Биография

### Ранние годы и Веймарская Республика
Седьмой сын в семье сапожника Фридриха-Вильгельма Любке, которого потерял в восьмилетнем возрасте. Младший брат Фридриха Вильгельма Любке, премьер-министра Шлезвиг-Гольштейна в 1951—1954 годах.
После окончания средней школы в 1913 г. начал изучать геодезию, сельское хозяйство и культурную инженерию в Сельскохозяйственной академии в Бонне, учебу в которой он прервал в августе 1914 г., уйдя добровольцом на фронт Первой мировой войны. Сначала он прошел базовую подготовку в Вестфальском пехотном артиллерийском полку № 7, с которым был отравлен на восточный и западный фронт. В 1916 г. он получил звание сержанта. После газовой атаки попал в полевой госпиталь. В 1917 г. ему было присвоено звание лейтенанта и стал заместителем начальника батареи в 52-й резервной дивизии. Впоследствии он стал ординарцем и участвовал в битве при Пашендейле. Перед самым окончанием войны его перевели в ставку Главного армейского командования. 
В декабре 1918 г. он возобновил учебу и закончил ее в 1921 г., получив диплом геодезиста и инженера-мелиоратора. С 1921 по 1924 г. он изучал экономику в Мюнстере и Берлине. С 1921 по 1922 г. работал в Вестфальском союзе арендаторов и перселенцев в Мюнстере. С октября 1922 г. был управляющим директором Имперской ассоциации малых фермерских хозяйств (с 1925 г. - также средних предприятий). С 1924 г. он одновременно был членом исполнительного совета Союза немецких сторонников земельной реформы. В 1926 г. становится управляющим директором Союза немецких крестьян. С 1927 г. также был управляющим директором Siedlungsgesellschaft Bauernland AG. 

### Третий Рейх
С 1932 по 1933 г. был членом прусского ландтага от немецкой партии Центра, в апреле 1932 года избран депутатом парламента Пруссии. В октябре 1933 г. народные представительства были распущены, а в январе 1934 г. окончательно упразднены. В июле 1933 г. под давлением национал-социалистов также подал в отставку со своего поста в Союзе немецких крестьян, а в марте 1934 г. — в Союзе арендаторов и перселенцев. В феврале 1934 г. национал-социалисты возбудили против него уголовное дело по обвинению коррупции. Он был арестован и освобожден из-под стражи только через 20 месяцев. До лета 1937 г. он жил во Фленсбурге в статусе безработного на ферме своего старшего брата Фридриха Вильгельма Любке, позднее премьер-министра Шлезвиг-Гольштейна (1951—1954). С 1937 по 1939 г. работал старшим сотрудником в жилищно-строительной компании Нижней Саксонии в Берлине и в качестве офицера запаса прошел три военных учения в вермахте и получил звание лейтенанта запаса. 1942 г. был повышен до капитана запаса.
С 1939 по 1945 г. работал инженером-геодезистом и управляющим площадкой в архитектурно-инженерном бюро Вальтера Шлемпа, которое находилось в распоряжении «Главного строительного инспектора имперской столицы» Альберта Шпеера. Подписи Любке, подлинность которых оспаривается, были найдены по чертежом одного из концлагерей. В казармах, построенных при авиазаводе в Ной-Штрассфурте, позже содержались заключенные концлагеря.
Работал на полигоне Пенемюнде начальником строительного участка в «группе Schlempp». С 1943 по 1945 г. он отвечал за использование узников концлагерей, которые вынуждены были выполнять принудительные работы под его руководством. С мая 1944 г. отвечал за децентрализацию и перебазирование авиационных заводов, в том числе с использованием труда около 2000 заключенных из лагерей-сателлитов концентрационного лагеря Бухенвальд.  В феврале 1945 г. вместе с архитектором Рудольфом Вольтерсом по поручению Альберта Шпеера начал проектирование строительства «послевоенного офиса для планирования сборного жилья».

### Послевоенное время
С 1945 г. член ХДС. С 1945 по 1946 г. он руководил собственным строительным офисом в Хекстере. В 1946 г. становится членом назначенного британской военной администрацией провинциального ландтага Вестфалии, с октября 1946 г. — назначенного ландтага Северного Рейна-Вестфалии. С января по октябрь 1953 года работал генеральным адвокатом Немецкого объединения сельскохозяйственных кредитных товариществ (Raiffeisenverband) в Бонне.
В 1947—1954 гг. избирался депутатом ландтага земли Северный Рейн-Вестфалия, в 1947—1953 гг. — министр продовольствия, сельского хозяйства и лесного хозяйства земли Северный Рейн-Вестфалия.
В 1949—1950 и 1953—1959 гг. — депутат бундестага, в 1949—1950 гг. являлся председателем парламентского комитета по продовольствию, сельскому хозяйству и лесному хозяйству. 
В 1953—1959 гг. — министр продовольствия, сельского хозяйства и лесного хозяйства хозяйства ФРГ.

### Президент ФРГ
В 1959—1969 гг. — федеральный президент ФРГ. С самого начала он обозначил главным предметом своего президентства помощь развитию. Осенью 1962 г. по призыву Продовольственной и сельскохозяйственной организации ООН в рамках «Кампании за свободу от голода» он инициировал создание «Вельтхунгерхильфе» в качестве первой немецкой неконфессиональной организации по оказанию помощи в целях развития.
Был одним из федеральных президентов, который не подписывал все законы, принятые бундестагом в течение срока их полномочий. Получив научное заключение, он сообщил президенту бундестага, что не подпишет закон о предпринимательской и кадровой деятельности, поскольку, по его мнению, он нарушает свободу выбора и профессиональную подготовку, гарантированную Основным законом.
Во время своего второго срока пребывания в должности президента неоднократно оказывался в комическом положении из-за несуразных оговорок. Одни исследователи считают это следствием быстро прогрессирующего церебрального склероза, другие — злонамеренными выдумками левоцентристской прессы (прежде всего издания «Der Spiegel»).
В 1966 г. в СМИ ГДР началась информационная кампания о нем, как о «мастере строительства концентрационных лагерей». Из-за обвинений в постройке секретных военных объектов во время нацистского режима и вследствие ухудшения здоровья ушёл в отставку раньше конца своего второго срока.

### В отставке
Покинув пост главы государства, оказался в общественном вакууме, коллеги по партии старались его избегать. Вследствие заболевания он при этом не мог заниматься своими научными увлечениями: сравнительной лингвистикой и микробиологией.
После панихиды в Кёльнском соборе был похоронен в Сундерн-Энхаузене.

## Награды и звания
| Страна   | Дата вручения | Награда                                     | Награда                                                     | Литеры |
| -------- | ------------- | ------------------------------------------- | ----------------------------------------------------------- | ------ |
| Германия | ~1917 —       | Кавалер 1 класса                            | Железного креста                                            |        |
| Германия | ~1915 — 1917  | Кавалер 2 класса                            | Железного креста                                            |        |
| Германия | 1959 —        | Кавалер Большого креста специального класса | ордена «За заслуги перед Федеративной Республикой Германия» |        |
| Германия | 1957 — 1959   | Кавалер Большого креста                     | ордена «За заслуги перед Федеративной Республикой Германия» |        |

| Страна         | Дата вручения                 | Награда                                          | Награда                                           | Литеры |
| -------------- | ----------------------------- | ------------------------------------------------ | ------------------------------------------------- | ------ |
| Великобритания |                               | Почётный кавалер Большого креста ордена Бани     | Почётный кавалер Большого креста ордена Бани      | GCB    |
| Иран           |                               | Кавалер цепи ордена Пехлеви                      | Кавалер цепи ордена Пехлеви                       |        |
| Камерун        |                               | Кавалер Большого креста ордена Доблести          | Кавалер Большого креста ордена Доблести           |        |
| Таиланд        |                               | Рыцарь Большой ленты ордена Чула Чом Клао        | Рыцарь Большой ленты ордена Чула Чом Клао         | ป.จ.ว. |
| Филиппины      |                               | Кавалер цепи ордена Сикатуна                     | Кавалер цепи ордена Сикатуна                      |        |
| Франция        |                               | Кавалер Большого креста ордена Почётного легиона | Кавалер Большого креста ордена Почётного легиона  |        |
| Эфиопия        |                               | Кавалер цепи ордена Печати Соломона              | Кавалер цепи ордена Печати Соломона               | KSS    |
| Таиланд        | 1962                          | Кавалер ордена Раджамитрабхорна                  | Кавалер ордена Раджамитрабхорна                   | ร.ม.ภ. |
| Непал          | 1964                          | Кавалер ордена Оясви Раянья                      | Кавалер ордена Оясви Раянья                       |        |
| Италия         | 8 августа 1965 —              | Кавалер Большого креста декорированного лентой   | ордена «За заслуги перед Итальянской Республикой» |        |
| Италия         | 27 июня 1956 — 8 августа 1965 | Кавалер Большого креста                          | ордена «За заслуги перед Итальянской Республикой» |        |
| Малайзия       | 1967                          | Кавалер ордена Короны Королевства                | Кавалер ордена Короны Королевства                 | DMN    |

В 1953 г. он был удостоен звания почетного доктора сельскохозяйственного факультета Боннского университета. В 1964 г. был удостоен медали Гарнака Общества Макса Планка.
Являлся почетным гражданином городов Берлин (1962), Карлсруэ (1965) и Бонн (1966) и муниципалитетов Бествиг, Фридом Сундерн и Нехайм-Хюстен (1968). 
В столице Нигера Ниамее его именем названа главная улица.